# Javier Alviz
Francisco Javier Alviz Gómez (Cádis, 14 de maio de 1991) é um motovelocista espanhol e piloto da Team Pedercini.
Iniciou a carreira em 2003 e é campeão da Catalunha de 2011 na categoria motor2 e da Michelin Power Cup (também em 2011). Em 2013 foi campeão do Campeonato Andaluz de Velocidade e da Campeonato Espanhol de Velocidade na categoria Stock Extreme.

## Ligação externa
- Trajetória